# Polo dell'inaccessibilità (base antartica)
La base polo dell'inaccessibilità (in russo Полюс недоступности, Poljus nedostupnosti) era una base antartica estiva sovietica ubicata nei pressi del Polo dell'inaccessibilità nella Terra di Enderby, Territorio Antartico Australiano.
Localizzata ad una latitudine di 82°06' sud e ad una longitudine di 54°58' est a 3718 m di altitudine, la base si trovava nel punto del continente antartico più lontano da qualsiasi oceano.
La stazione si trovava a 463 km dal Polo sud ed approssimativamente a 600 km dalla base Sovetskaya. Installata durante la seconda spedizione antartica sovietica per l'Anno geofisico internazionale del 1958, la stazione ha operato come stazione meteorologica dal 14 dicembre 1958 al 26 dicembre 1958 con un codice WMO 89550.

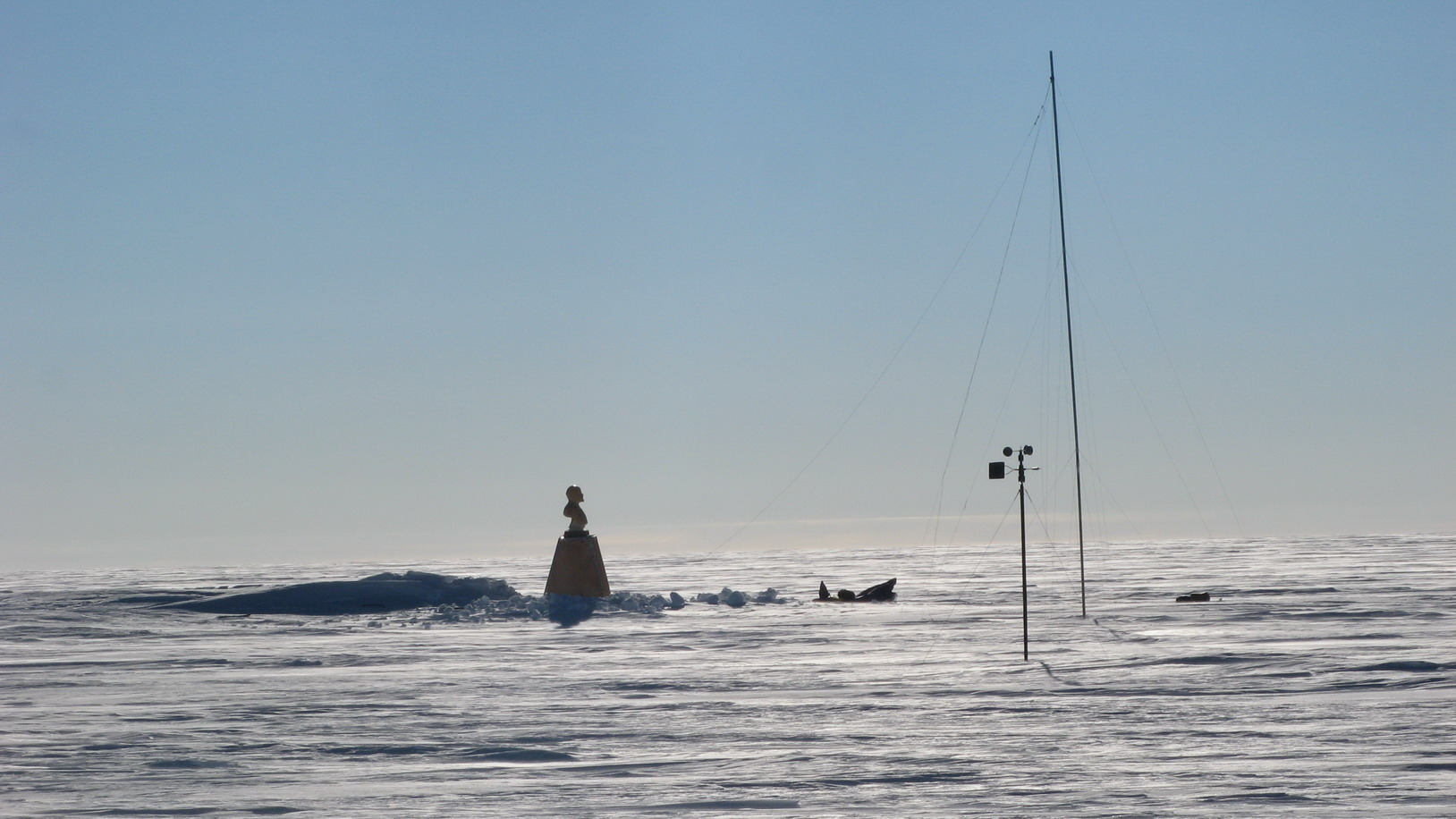
Quello che resta della base polo dell'inaccessibilità. 19 gennaio 2007.

La stazione grande misura solo 24 m² in grado di ospitare quattro persone.
L'edificio della stazione, oggi quasi completamente coperto dalla neve con l'eccezione di un busto di Lenin posto in cima alla costruzione, è protetto come sito di interesse storico.